# Constitution d'États
Lire en ligne

Légilux

Constitution luxembourgeoise de 1848
La Constitution d’États désigne la première forme de Constitution luxembourgeoise. Elle est décrétée par l’ordonnance royale grand-ducale du 12 octobre 1841, signée de la main du grand-duc de Luxembourg et roi des Pays-Bas, Guillaume II. En effet, à cette époque, le Luxembourg est un territoire privé octroyé à titre personnel et héréditaire à la maison d'Orange-Nassau. Il aspire petit à petit à son indépendance après avoir été annexé par la Belgique de 1830 à 1839.
Elle est publiée dans le numéro 51 du Mémorial législatif et administratif du Grand-duché de Luxembourg, en allemand et en français.

## Description
La Constitution d’États comprend 52 articles, regroupés sous quatre chapitres. Son objectif consiste, d’une part, à établir une administration stable et conforme à la situation et aux besoins du Grand-Duché de Luxembourg et, d’autre part, à veiller à ce que la Constitution soit en harmonie avec les statuts de la Confédération germanique, dont le grand-duché était un état membre. Elle commence d'ailleurs comme tel : 

« Nous, Guillaume II, par  la grâce de Dieu, roi des Pays-Bas, prince d'Orange-Nassau, Grand-Duc de Luxembourg, etc., etc., etc.,
Voulant établir dans Notre Grand-Duché une administration stable et conforme à sa situation et à ses besoins, et désirant donner à Nos sujets du Luxembourg un gage de Notre affection ; Nous avons résolu de leur accorder une Constitution 
d'États en harmonie avec les statuts de la Confédération germanique ; »

On n’y trouve qu’une énumération fragmentaire des droits des citoyens et le principe de la séparation des pouvoirs n’était qu’effleuré. Elle sera revue lors de la révolution luxembourgeoise de 1848 pour devenir la véritable première Constitution du Luxembourg.

### Chapitre premier
Le chapitre premier s'intitule : « De la formation des États, de leurs réunions et du mode de leurs délibérations. » et se compose des 25 premiers articles.

### Chapitre deuxième
Le chapitre deuxième s'intitule : « Des attributions des États » et reprend les articles n°26 à 41.

### Chapitre troisième
Le chapitre troisième s'intitule : « Du Conseil du Gouvernement, du Gouverneur et du Secrétaire-Général ». Il contient les articles n°42 à 48.

### Chapitre quatrième
Le chapitre quatrième s'intitule : « Dispositions générales » et comprend les articles 49, 50, 51 et 52.